# 가음중학교
가음중학교(佳音中學校)는 경상북도 의성군 가음면 장리에 있었던 공립 중학교이다.

## 학교 연혁
- 1972년 12월 26일 : 가음중학교 설립인가
- 1973년 2월 15일 : 3학급인가
- 1973년 3월 1일 : 초대 김용흥 교장 취임
- 1973년 3월 5일 : 신입생 입학식(188명)
- 1973년 3월 30일 : 개교기념식 거행
- 1976년 1월 8일 : 제1회 졸업식(졸업생 수 182명)
- 2013년 3월 1일 : 춘산중학교 폐교 및 본교 통폐합
- 2015년 9월 1일 : 제24대 황명옥 교장 취임
- 2016년 2월 12일 : 제41회 졸업식(총졸업생수 3,077명)
- 2017년 2월 28일 : 44년만에 폐교[1](금성중, 중부중, 탑리여중 학생 분산 배치)

## 참고 자료
- 가음중학교 - 한국교육학술정보원 학교알리미